# 松永満雄
松永　満雄（まつなが　みつお、1939年2月8日 -2009年 ）は高知県出身の日本の柔道家。階級は重量級。184cm。111kg。

## 経歴
高知県警察に属していた1962年の全日本選手権では3位となった。1965年の世界選手権重量級では、準決勝で坂口征二を横四方固で破るが、決勝ではオランダのアントン・ヘーシンクに判定で敗れた。1966年の全日本選手権では、前年のチャンピオンである坂口を延長3回の末、支釣込足と小外掛の合技で破って優勝した。続いて初開催された体重別では、重量級の初代チャンピオンとなった。1967年の世界選手権無差別では、決勝で西ドイツのクラウス・グラーンに優勢勝ちして世界チャンピオンとなった。1968年の全日本選手権では3位となった。1969年の世界選手権では、準決勝で須磨周司に袈裟固で敗れて3位だった。
柔道家の工藤一三によると松永の立ち姿勢からの倒れ込む腕挫腋固は強力で定評があった。

## 主な戦績
- 1962年 -　全日本選手権　3位
- 1965年 -　体重別 優勝
- 1965年 -　世界選手権　重量級　2位
- 1966年 -　全日本選手権　優勝
- 1966年 -　全日本選抜柔道体重別選手権大会　重量級　優勝
- 1967年 -　世界選手権　無差別　優勝
- 1968年 -　全日本選手権　3位
- 1969年 -　世界選手権　重量級　3位